# Apomecyna atomaria
Apomecyna atomaria är en skalbaggsart som beskrevs av Francis Polkinghorne Pascoe 1858. Apomecyna atomaria ingår i släktet Apomecyna och familjen långhorningar.
Artens utbredningsområde är Madagaskar. Inga underarter finns listade i Catalogue of Life.